# Sémantický diferenciál

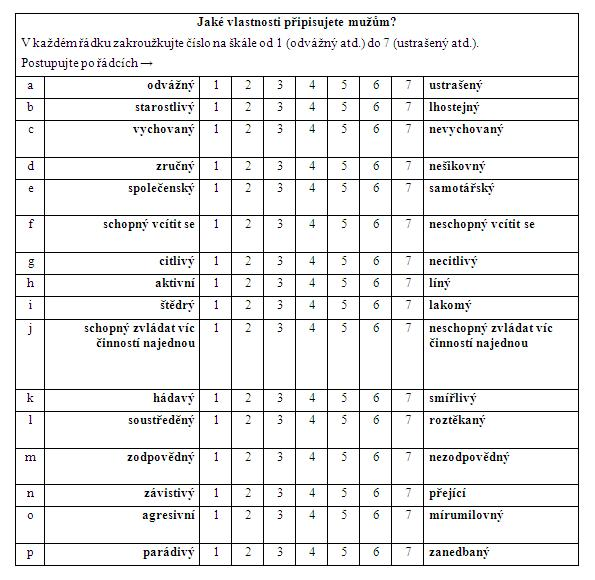
Sémantický diferenciál

Sémantický diferenciál je měřitelná psychologicky sociologická veličina.
Sémantický diferenciál byl zaveden v práci tří amerických psychologů: Osgood C. E, Suci G., Tannenbaum P.: The Measurement of Meaning. Urbana, Illinois, University of Illinois Press, 1957, kde je uvedena i jedna z metod jeho měření. Tito autoři sémantický diferenciál prezentují především jako metodu měření intenzity psychologických a sociologických postojů toho kterého člověka k dané situaci, nejčastěji v 7stupňové škále. Jde o získání dat kvantifikujících sémantický diferenciál.
Sémantický diferenciál je často využívaná, sociálně psychologická a sociologická metoda zjištění nuancí v postojích respondentů prostřednictvím dotazníku.
Zatímco jiná dotazníková metoda, Likertova škála, zjišťuje jen jeden rozměr postoje (souhlas X nesouhlas), sémantický diferenciál umožňuje zjistit jemné rozdíly, které v postoji můžeme nalézt. Abychom zjistili reakci respondenta na cílové slovo, a tím jeho postoj k danému problému, nabídneme mu hned několik různých dimenzí. Konce sedmibodové škály představují bipolární pojmy hodnotící dimenze, jako např. hodný-zlý, ošklivý-hezký, pečlivý-nepořádný apod. Každé postojové slovo se tedy hodnotí pomocí osmi či devíti dimenzí, které odhalují asociace a konotace, které konkrétní slovo má nebo vyvolává u respondenta. Je to jedna z možností aplikací, nikoli definice.

## Definice
Sémantickým diferenciálem se rozumí rozdíl v konotaci (vágní tj. mlhavé, subjektivní a emocionálně zabarvené interpretaci), přiřazující význam dané jazykové konstrukci, různými lidskými individui. Každé z individuí konotaci provádí na základě svého subjektivního, inherentně vágního vnitropsychického kognitivního modelu.
- Kognitivním modelem (viz Poznání) dané entity se obvykle rozumí soubor relevantních znalostí o té entitě. Je třeba rozeznávat kognitivní model vnitřní tj. vnitropsychický, uchovávaný a zpracovávaný v lidském vědomí a asi i nevědomí, v hypotetických vnitřních jazycích představovém, pocitovém a přirozeném a v jejich směsici a vnější model reprezentovaný ve vhodném vnějším jazyce Reprezentace znalostí.

- Jazykovou konstrukcí se rozumí část vhodně vybudovaného jazykového systému přirozeného či umělého, neformálního nebo formálního, splňujícího jistá pravidla gramatická či pravidla formace, definující správně utvořené jazykové konstrukce, případně předpis jejich vytváření (generování). Pro jazykové konstrukce musí platit jednoznačnost jejich formy, která každou jazykovou konstrukci jednoznačně odlišuje od kterékoli jiné, obsažené v daném jazykovém systému. Pokud bychom chtěli vytvořit jazykový systém např. pro lidská gesta, muselo by pro ně platit shora uvedené. Někteří autoři si toto neuvědomují a lehkomyslně s gesty zacházejí, jakoby tvořily jazykový systém, aniž by tento nějak definovali, což může být obtížné.

## Extrémní hodnoty sémantického diferenciálu

### 1. Nulová hodnota sémantického diferenciálu
Nulová hodnota sémantického diferenciálu odpovídá nulové hodnotě vnitřní vágnosti (viz Poznání, Vágnost, Exaktní věda) interpretace jisté jazykové konstrukce a tak limitnímu případu spočívajícímu v naprosté shodě všech v oboru vzdělaných komunikujících účastníků na významu oné jazykové konstrukce. V tomto případě tedy lze jazykovou konstrukci rigorosně interpretovat, a ta tedy má přesně vymezený význam. Toto je základem umělého poznání a základem exaktních věd (Galileo, Newton). Aby bylo možno význam všech jazykových konstrukcí reprezentujících znalosti (kognitivního modelu) o jisté části reálného světa, vymezit přesně, je nutno v reálném světě vybrat měřitelné entity elementárního charakteru. Za ty se považují měřitelné elementární projevy (manifestace) reality zvané atributy (veličiny, parametry). Atribut je vybrán tak, že mezi vzdělanci v příslušném oboru o atributu samém nesmějí vzniknout žádné pochyby v zaujatém hledisku či hloubce a šíři náhledu, tedy v interpretaci jeho jména. V exaktních vědách je proto vždy přesně vymezen buď konsensuálně (základní množina), nebo definitoricky (odvozené). V tomto duchu píše I. Newton ve svém díle: Philosophiae Naturalis Principia Mathematica v roce 1687. V současné době je tato Newtonova idea použita a precizována v celosvětově zavedené soustavě veličin SI (z franc. Système international d'unités). Ve fyzice jsou atributy např. síla, intenzita elektrického pole, rychlost, ..... Objektovým jazykem exaktních věd jsou umělé formální jazyky (matematika, logika). Kognitivní model vytvořený exaktními vědami pro danou část reálného světa, sestává ze jmen (pro daný účel dominujících a nezanedbatelných) atributů a (pro daný účel dominujících a nezanedbatelných) vztahů mezi nimi, popsaných matematickými nástroji, asi od poloviny 20. stol. se mu říká matematický model. Mezi znalostmi získanými přirozeným poznáním a znalostmi získanými poznáním umělým tj. metodou exaktních věd, je kvalitativní propast. V prvém případě se na svět díváme filtrem vágnosti, v druhém případě filtrem „dírkovaným“, tedy „sítem“, jímž vybíráme atributy – elementární manifestace reálného světa a rozpoznatelné vztahy mezi nimi. Newton „digitalizoval“ přirozený vágní pohled člověka na reálný svět. Člověku však nulová hodnota sémantického diferenciálu není přirozená, je to umělá konstrukce.

### 2. Extrémně velká hodnota sémantického diferenciálu
Člověk občas při sdělování (Princip lidské komunikace) používá druhého extrému a to neobvykle velké hodnoty sémantického diferenciálu. Je tomu při sdělování informací, které sdělující člověk zná velice vágně (spíš tuší), kdy obtížně nachází dostatečně výstižná slova (viz formulace Konotace), posouvá a rozmělňuje (zamlžuje) jejich význam, neboť má pocit, že jeho slova stále nevystihují to, co chce sdělit. Svoji nejistotu, ve které posouvá a rozmělňuje význam svého sdělení, tak halí do větší vágnosti svého sdělení – nejistota významu je schována ve vágnosti (Význam lze odhalovat některou z metod sémantického diferenciálu, rozptyl naměřených hodnot bude, jak u jednotlivých respondentů tak i v čase, velký). Je tomu např. v beletrii (líčení duševního rozpoložení, emocí atp.) či sdělování hlubokých duchovních hodnot apod. Sdělující však takovými hodnotami musí být doopravdy vybaven, jinak se jedná o nesmysly (bláboly). Sdělování pak může probíhat vícenásobným opakováním sdělovaného, např. u našich předků opakovaného čtení z náboženských textů ukrývajících jinotaje.

## Význam
Sémantický diferenciál ukazuje:
- Souvislost mezi lidskou psýchou (vnitropsychickým kognitivním modelem) a jazykovou konstrukcí vnějšího (sdělovacího) jazyka neformálního i formálního

- Rozdíl mezi přirozeným poznáním, kde redukčním filtrem poznání je vágnost a umělým poznáním vybudovaným Newtonem, kde redukčním filtrem poznání je výběr atributů a vztahů mezi nimi ve zkoumané části reálného světa, filtr je tedy diskrétní („dírkované“ síto).

## Použití
Prvotně v psychologii a sociologii: metoda měření intenzity psychologických a sociologických postojů toho kterého člověka k dané situaci, nejčastěji 7stupňovou škálou.
Použití sémantického diferenciálu ve vymezení aplikovatelnosti umělých formálních jazykových systémů – podmínky nutné:
Interpretace všech jazykových konstrukcí každého umělého formálního jazyka musí mít nulovou hodnotu sémantického diferenciálu, na této podmínce je postavena i formální inference (Russell). Newtonovo dílo je, jak uvedeno výše, na principu nulové hodnoty sémantického diferenciálu se skvělým důvtipem postaveno. S postupným zrodem formální logiky v první třetině 20. stol., se její tvůrci k tomuto požadavku znovu vracejí, např. B. Russell: Vagueness (The Australasian Journal of Psychology and Philosophy 1, June 1923, pp. 84–92) Ke své škodě se však Russell (ačkoli se stýkal a diskutoval s A. Einsteinem) nezajímal o Newtonovy ideje principu umělého poznání a v té době ještě neměl k dispozici veličinu zvanou sémantický diferenciál, takže mluví o přesných symbolech (t. j. s přesnou interpretací, rozumí se s nulovou hodnotou sémantického diferenciálu) a apeluje na citlivý vhled čtenáře do problematiky. Ještě v současných učebnicích logiky se požadavek nulové hodnoty sémantického diferenciálu interpretace jazykových konstrukcí (symbolů) odbyde zákazem použití synonymie a homonymie, což je nedostatečně relevantní požadavek, ani současní logici neznají sémantický diferenciál a nejsou seznámeni s Newtonovými idejemi umělého poznání. Všechny typy formálních logik (klasické výrokové a predikátové, či modální a fuzzy logiky) a všechny partie matematiky jsou formálními jazykovými systémy. Musí být tedy splněna podmínka nulového sémantického diferenciálu interpretace všech jejich jazykových konstrukcí. Z toho plyne, že u všech typů formálních jazykových systémů lze interpretovat:
- buď zas jen do umělých formálních systémů tj. do: matematiky, logiky, exaktních her (šachy, dáma, Hanojské věže, karetní hry.....), což jsou materializované umělé formální systémy.

- nebo do oblasti znalostí o reálném světě, ale jen a jen za podmínky, že jsou získány metodou exaktních věd a např. do aplikací exaktních věd typu: logických obvodů počítačů, regulačních soustav atp. (popis různými typy logik, v poslední době též fuzzy logikou).

Interpretovat do formálního jazyka nelze z oblasti inherentně vágních (t.j. s neodstranitelnou vnitřní vágností) znalostí získaných přirozeným poznáním (časté chyby v učebnicích logiky a v aplikacích oboru Umělé inteligence viz např. Kelvin Knight, Elaine Rich: Artificial Intelligence). Plyne z toho, že již od začátku se Herbert Simon a Allen Newell mýlili ve svém projektu General Problem Solver, kdy mylně předpokládali, že formální inferenci lze použít i v případě, že znalosti jsou získány přirozeným způsobem s inherentní vnitřní vágností. Formální inference je postavena na podmínce nulové hodnoty vnitřní vágnosti interpretace všech použitých jazykových konstrukcí. Formální inferenci lze tedy použít jen a jen pro znalosti získané metodou exaktních věd nebo pro práci s matematickými objekty. Expertní systémy pracující se znalostmi získanými jen a jen metodou exaktních věd jsou oprávněné. Na příklad Newell, J.C. Shaw a Herbert Simon tedy se neprovinili proti onomu požadavku, když zkonstruovali program The Logic Theorist, jímž hledali logické důkazy z knihy Principia Mathematica (Bertrand Russell a Alfred North Whitehead, 1910).
V marketingovém výzkumu se využívá druh postojové škály označovaný jako Stapelova škála. Je modifikací sémantického diferenciálu, která používá pro měření jednotlivých atributů jedno hodnotící kritérium. Jde o šesti- nebo desetibodovou hodnotící škálu s hodnotami, které se pohybují od pozitivních po negativní a které současně měří směr a intenzitu postoje.

### Formalizace
Pro připomenutí a shrnutí, položme otázku: Je možné znalosti získané přirozeným poznáním zapsat ve formálním jazyce?
S krokem, který toto požaduje a kterému se říká formalizace, se setkáváme při výkladu formální logiky a v umělé inteligenci (automatizované odvozování, expertní systémy – expertní systém je vhodně strukturovaný program, který využívá poznatků lidských expertů, získaných obecně přirozeným poznáním, k řešení problémů, které obvykle v praxi vyžadují znalost expertů – v principu se jedná o formální inferenci, která má poskytnout odpověď).
Znamená, že jazykovou konstrukci přirozeného jazyka s inherentně nenulovou vnitřní vágností chceme nahradit (vtěsnat do) jazykovou konstrukcí formálního jazyka s nulovou vnitřní vágností za podmínky zachování významu, tedy odpovídajícího vnitropsychického kognitivního modelu. Formalizace, pokud ji mermomocí vyžadujeme, vede k násilné deformaci vnitropsychického kognitivního modelu, tedy k destrukci významu. Formalizace v uvedeném smyslu je nedomyšlený požadavek z doby, kdy si její autoři neuvědomili, co tento požadavek znamená, neznali sémantický diferenciál a jeho úlohu. To je výše uvedený omyl Newella a Simona, a tedy mylně zavedená idea expertních systémů pro znalosti získané přirozeným poznáním. Formalizace je chybná interpretace, viz výše Interpretovatelnost formálních jazykových systémů.

## Popis (reprezentace) vágnosti
Je nutno poznamenat, že v případě, že umělý formální jazykový systém je vybaven nástroji pro popis vágnosti (např. Hájkova míra důvěry nebo fuzzy logiky), může se jednat pouze o vágnost jazykově uchopitelnou, tedy vágnost vnější, zatím co vnitřní vágnost musí mít nulovou hodnotu.

## Souhrnně
Sémantický diferenciál je tedy velice důležitým pojmem umožňujícím vnést světlo do vztahů bez něj vysvětlitelných jen velice obtížně. V oněch vztazích ve skutečnosti hraje roli vnitřní vágnost nástrojově obtížně uchopitelná, avšak souvislost se sémantickým diferenciálem vhodný nástroj tvoří, neboť čím menší vnitřní vágnost konotace dané jazykové konstrukce, tím nižší hodnota sémantického diferenciálu této konotace. Nulové hodnotě vnitřní vágnosti konotace odpovídá nulová hodnota sémantického diferenciálu té konotace.